# Гвіштібі
Гвіштібі (груз. გვიშტიბი) — село в Грузії.
За даними перепису населення 2014 року в селі проживає 1249 осіб.